# Gnidia pinifolia
Gnidia pinifolia är en tibastväxtart som beskrevs av Carl von Linné. Gnidia pinifolia ingår i släktet Gnidia och familjen tibastväxter. Inga underarter finns listade i Catalogue of Life.